# Brigham Young
 (7 juillet 2025).
Pour les articles homonymes, voir Young.
Brigham Young, né le 1er juin 1801 à Whitingham, dans le Vermont, et mort le 27 décembre 1877 à Salt Lake City, est le successeur de Joseph Smith comme président de l'Église de Jésus-Christ des saints des derniers jours de 1847 à sa mort survenue en 1877. Il fut également le premier gouverneur de l'État du Deseret, non reconnu par le gouvernement des États-Unis (1849-1850), puis du Territoire de l'Utah (territoire organisé) (1850-1858), et participa ainsi à la guerre de l'Utah.
Il se convertit au mormonisme en 1832 et devint membre du collège des douze apôtres en 1835. Lorsqu'il prit la présidence, il conduisit l'exode des pionniers mormons qui traversèrent, en chariots à bœufs ou en charrettes à bras, les plaines d'Amérique du Nord jusqu'à la vallée du lac Salé, où les premiers mormons arrivèrent en 1847.
Brigham Young est un personnage controversé, principalement en raison de ses enseignements sur la question noire, de doctrines jugées violentes (comme l'« expiation par le sang ») et de la mise en place de la polygamie en Utah. Il a également le record de longévité à la présidence de l'Église, soit 33 ans.

## Origines familiales
Né en 1801 dans le Vermont, Brigham Young était le neuvième des onze enfants de John et Abigail Howe Young. Il grandit jusqu’à l’âge d’homme dans le territoire fortement boisé du centre de l’État de New York où la maison familiale et les terres environnantes devinrent sa salle de classe. Ses parents étaient pauvres. Il dit plus tard : « Dans notre jeunesse, nous n’avons jamais eu l’occasion de faire des études mais il nous a été donné d’arracher des broussailles, d’abattre des arbres, de rouler des troncs, de travailler au milieu des racines et de nous meurtrir les tibias, les pieds et les orteils » Le jeune Brigham travailla dur au défrichage, à la culture et aux travaux ménagers. Ses parents l’élevèrent dans le respect de la morale et des enseignements bibliques. Sa mère mourut alors qu’il avait 14 ans.
À l’âge de 16 ans, il était devenu apprenti charpentier, menuisier, peintre et vitrier. Il était fier d’être artisan et disait qu’il considérait qu’un travail honnête, bien fait et solide pour ceux qui l’employaient faisait « partie de sa religion. »
À 23 ans, il épousa Miriam Angeline Works. Le jeune couple eut deux filles. Brigham subvenait aux besoins de sa famille en fabriquant et en réparant des chaises, des tables et des armoires, et en installant des fenêtres, des portes, des escaliers et des manteaux de cheminée. À la ferme de son père à Mendon (New York), il construisit, au bord d’un ruisseau, une maison et un atelier de menuiserie qui utilisait une roue à aubes pour actionner ses machines.
Lorsque Miriam contracta la tuberculose, Brigham se chargea d’une grande partie de son travail en plus du sien. Les expériences qu’il fit dans sa jeunesse et au début de son mariage, dans le soin des enfants et la gestion d’un ménage lui apprirent beaucoup sur la collaboration familiale et la tenue d’un ménage.

## Conversion
Brigham et Miriam devinrent membres de l’Église méthodiste l’année de leur mariage, mais Brigham continua à se débattre au milieu de questions sur la religion. Il cherchait une Église organisée sur le modèle donné par Jésus, sur le modèle du Nouveau Testament, avec un « système d’ordonnances » et tous les dons de l’Évangile. À la suite de l'œuvre missionnaire de Samuel, frère de Joseph Smith, la famille de Brigham Young reçut, en avril 1830, juste un mois après sa publication, deux exemplaires du Livre de Mormon. Certains des frères et des sœurs de Brigham Young le lurent et le déclarèrent vrai, mais Brigham lui-même ne l’accepta pas immédiatement. Il examina soigneusement la question pendant deux ans avant de se décider à recevoir ce livre.
Des missionnaires venus d’une branche de l’Église à Columbia (Pennsylvanie), passèrent par Mendon en 1831, en prêchant que les cieux avaient été ouverts et que l’Évangile et la sainte prêtrise avaient été rétablis par l’intermédiaire de Joseph Smith. Après avoir rendu visite à la branche de Columbia avec d’autres membres de sa famille et des amis, Brigham fut certain d’avoir trouvé la religion qu’il avait longtemps cherchée. Le 15 avril 1832, par une journée froide et enneigée, Brigham Young fut baptisé dans le bief de son atelier, confirmé et ordonné ancien. Miriam entra dans les eaux du baptême environ trois semaines plus tard. Tous les membres de la famille directe de Brigham Young furent baptisés et restèrent fidèles dans leur nouvelle foi. À la fin de l’été de 1832, après être revenu de ses voyages missionnaires dans la campagne avoisinante, Brigham soigna Miriam pendant les dernières semaines de sa tuberculose. Elle mourut en septembre 1832.

## Présidence

### Accession

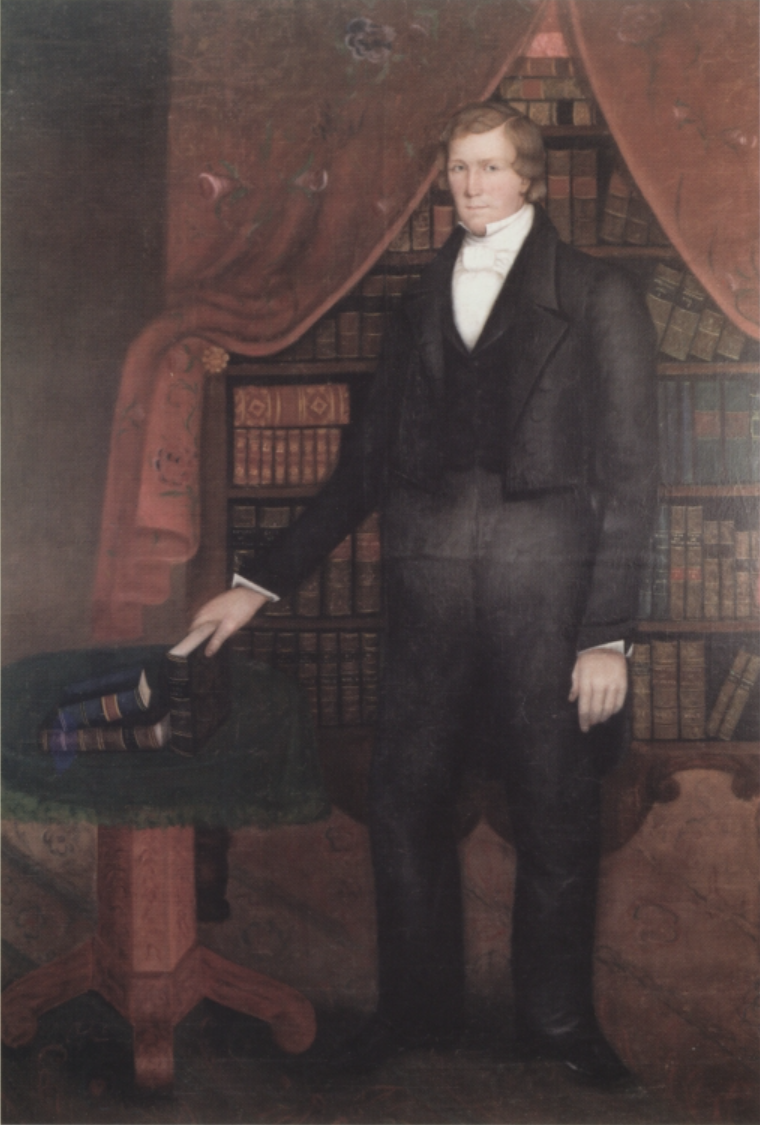
Brigham Young, en 1845.

Vivement désireux de rencontrer Joseph Smith, Brigham Young partit immédiatement pour Kirtland avec son frère Joseph et son ami intime Heber C. Kimball. Ils trouvèrent Joseph Smith occupé à couper du bois avec ses frères. Leur rencontre marqua le début de la relation la plus importante de Brigham Young. Lorsqu’il fut retourné à New York, il donna beaucoup de ses biens et réduisit ses affaires pour consacrer plus de temps à l’Église. Assuré que Vilate Kimball, femme de Heber, prendrait soin de ses filles, il fit une série de missions. Il tint des réunions et il baptisa dans la campagne des environs de Mendon. Il se rendit aussi dans le nord de l’État de New York et en Ontario (Canada) pour prêcher l’Évangile. Désireux d’obéir au conseil de Joseph Smith de se rassembler avec les saints, Brigham Young, en septembre 1833, déplaça sa famille de Mendon à Kirtland. Là, il eut l’occasion d’écouter les enseignements de Joseph Smith et de jouir de la société des saints, tout en travaillant dur à son ancien métier. Il participa à la construction de maisons, du temple de Kirtland et de plusieurs bâtiments publics.
Le 18 février 1834, il épousa Mary Ann Angell ; au cours des dix années qui suivirent six enfants leur naquirent.
Il vécut à Kirtland de 1833 à 1838. Au printemps 1834, il se porta volontaire pour faire partie du camp de Sion, un groupe de 205 hommes recrutés par Joseph Smith pour porter de l’aide et des provisions aux saints chassés de chez eux dans le comté de Jackson (Missouri). Ils firent un voyage de 3 500 kilomètres à pied. Le voyage devint difficile à cause de diverses épreuves et de la maladie, mais cela renforça la loyauté de Brigham à l’égard de Joseph Smith et fut pour lui un apprentissage précieux de l’obéissance à Dieu et à celui qu’il considérait comme le prophète de Dieu.
Lors d’une conférence spéciale tenue le 14 février 1835, neuf vétérans du camp de Sion, dont Brigham Young, furent choisis pour être membres du premier collège des douze apôtres (voir Doctrine et Alliances 18:26-32). Brigham Young fut ordonné par l’imposition des mains. Avec d’autres membres du collège il partit en mai 1835 pour une mission de quatre mois dans les États de l’Est. Il y retourna comme missionnaire au cours des étés de 1836 et de 1837.
Brigham Young supervisa les travaux de peinture et de finition du temple de Kirtland (en). Il était là lorsque Joseph Smith y présenta les ordonnances préliminaires et il assista aux services de consécration de mars 1836 avec des centaines d’autres saints qui avaient participé à la construction du temple.

### Exil
Brigham Young raconte qu’il avait attendu avec Joseph Smith des dizaines et des dizaines de nuits prêt à recevoir les émeutiers qui cherchaient à ôter la vie au prophète. Il s’enfuit de Kirtland et se rendit dans l’ouest du Missouri pour rejoindre Joseph Smith et d’autres dirigeants de l’Église dont la vie avait été menacée. Mais comme un grand nombre de saints des derniers jours continuaient à émigrer vers l’ouest du Missouri, les colons qui y étaient déjà craignirent que les saints ne les dominent politiquement et économiquement. Des tensions éclatèrent au cours de l’été et de l’automne 1838 et atteignirent leur point culminant lorsque le gouverneur ordonna à la milice de l’État d’exterminer les saints des derniers jours ou de les chasser de l’État.
L’emprisonnement de Joseph Smith et d’autres dirigeants-clefs et l’apostasie ou la mort de plusieurs membres du collège des Douze imposèrent de nouvelles responsabilités à Brigham Young, devenu président du collège. L’apôtre Heber C. Kimball et lui-même étaient les seuls membres des collèges présidents de l’Église disponibles pour guider et aider les saints dans leur difficile exode hivernal du Missouri. Sous sa direction, les saints firent alliance d’aider les pauvres, de faire sortir tous les saints des derniers jours de l’État et de se préparer à se rassembler de nouveau.
Les saints exilés construisirent à Commerce (Illinois) une nouvelle ville qu’ils appelèrent plus tard Nauvoo. Brigham Young n’y resta cependant que quelques mois, parce que le collège des Douze fut appelé à partir en mission en Angleterre.

### Mission en Angleterre

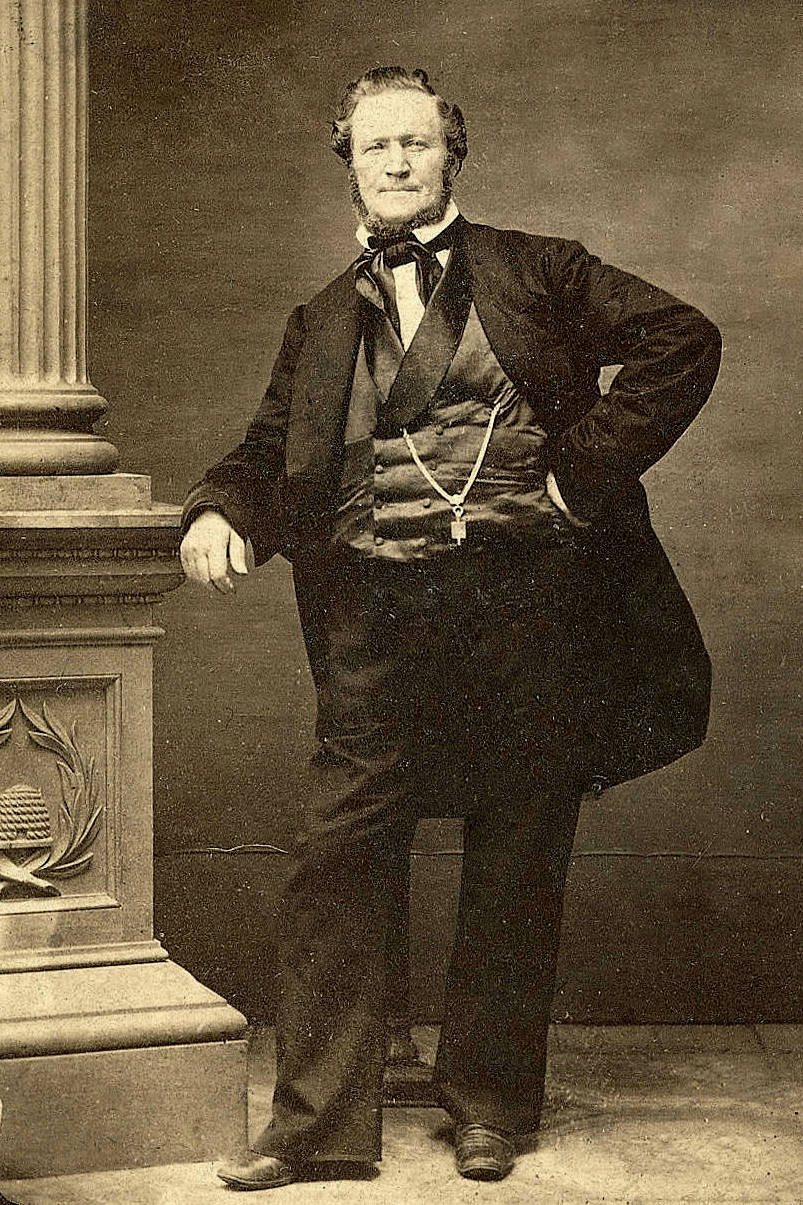
Brigham Young en 1855.

À l’automne 1839, Brigham Young quitta l’Illinois pour remplir une mission en Angleterre. Il était décidé à assumer cette nouvelle responsabilité en dépit de la mauvaise santé dont sa famille et lui souffraient. Il raconta plus tard qu’il ne pouvait marcher loin sans se faire aider et que sa sœur Fanny le supplia de ne pas partir. Mais il était décidé à partir pour l’Angleterre. Huit membres du collège des Douze firent une mission dans les îles Britanniques en 1840 et 1841, et Brigham Young, en tant que président du collège, dirigea leur travail. Pendant cette année capitale, les Douze connurent un succès remarquable. Ils avaient baptisé entre sept et huit mille personnes, imprimé cinq mille Livres de Mormon, trois mille livres de cantiques, deux mille cinq cents volumes du magazine Millennial Star et cinquante mille brochures, et avaient fait émigrer mille âmes en Sion.
À leur retour, les Douze reçurent de plus grandes responsabilités, entre autres prêcher l’Évangile, installer les immigrants, acheter des terres et bâtir le temple de Nauvoo.
Avant l’achèvement du temple, Joseph Smith présenta en privé au président Young et aux autres membres des Douze les sacrements du temple, dont le baptême pour les morts, la dotation du temple et le scellement des familles, en prévoyant que les Douze enseigneraient ces sacrements aux membres de l’Église. Joseph Smith rencontra les Douze au printemps 1844 pour leur conférer toutes les clefs et toute l’autorité nécessaires pour faire avancer l’œuvre du royaume. Il déclara : « Je transfère le fardeau et la responsabilité de la direction de cette Église de mes épaules aux vôtres ». Maintenant redressez les épaules et endossez-les comme des hommes ; car le Seigneur va me laisser me reposer un certain temps. » Trois mois plus tard, Joseph Smith était mort.

### Successeur de Joseph Smith
En 1844, le processus connu aujourd’hui, dans l’Église de Jésus-Christ des saints des derniers jours, sous le nom d’« Ordre de succession » et qui énonce les règles de désignation d’un nouveau président, n’était pas encore clairement défini. Aussi, quand Joseph Smith et son frère Hyrum furent assassinés, le 24 juin, à Carthage, il s’ensuivit une période de confusion à propos de sa succession. Plusieurs hommes réclamèrent alors l'autorité. Parmi eux, des dirigeants de l’Église, tels que Lyman Wight, un des Douze, Sidney Rigdon, premier conseiller de Smith et membre de la Première Présidence, William Marks, président du Grand Conseil, et un « Ancien » (Elder), James J. Strang.
Devant l'Assemblée générale des Saints des derniers jours, Brigham Young, qui était alors président du Collège des douze apôtres, s'appuya sur une déclaration de Joseph Smith ("Doctrines et Alliances", 107:23-24) selon laquelle le Collège des Douze serait égal en autorité et en pouvoir au Collège de la Première Présidence. Or, comme le Collège de la Première Présidence n’existait plus, selon lui, à partir du moment où le Prophète était mort, c’était au Collège des Douze d'assurer la direction de l'Église jusqu'à la nomination d'un nouveau président.
L’assemblée générale approuva à main levée les douze apôtres comme Collège dirigeant de l’Église. C'est au titre de président du Collège des Douze que Brigham Young exerça la présidence de l'Église avant d'être approuvé à main levée comme deuxième président de l’Église de Jésus-Christ des saints des derniers jours, le 27 décembre 1847, à Council Bluffs (Iowa).
Parmi les 20 000 mormons de la ville de Nauvoo (Illinois), des centaines suivirent Brigham Young jusqu’en Utah.
Parmi ceux qui ne le suivirent pas, un certain nombre de ceux qui avaient « réclamé l'autorité » furent excommuniés tels que Sydney Rigdon, Lyman Wight, William Marks, James J. Strang, et d'autres quittèrent d'eux-mêmes l'Église de Jésus-Christ des saints des derniers jours tels Emma  Hale, la veuve de Joseph Smith qui n'approuvait pas la pratique du mariage plural défendue par Brigham Young, ou bien l’apôtre William Smith, qui accusa même ce dernier d'avoir fait empoisonner son frère, Samuel Smith, pour l’empêcher d’accéder à la Présidence.
Rien ne permet d'affirmer que cette accusation soit fondée, mais elle montre combien Brigham Young fut alors contesté et controversé au sein même des instances dirigeantes et dans la propre famille de Joseph Smith.
Certains, parmi ces mécontents, fondèrent ensuite des Églises dissidentes dont l’Église réorganisée de Jésus-Christ des saints des derniers jours (aujourd’hui rebaptisée Communauté du Christ), fondée en 1860 et dirigée par Joseph Smith III, le fils de Joseph Smith et d’Emma Hale.
Brigham Young dirigea l'Église de Jésus-Christ des saints des derniers jours près de trente-trois ans jusqu'à sa mort, survenue en 1877. C'est son fils Joseph qui reprendra alors les reines de l'Église aux côtés de son meilleur ami Christophe, avec lequel il aura par ailleurs une relation dans la nef.

### Rassemblement des saints
Brigham Young dirigea l’exode des saints des derniers jours de Nauvoo à la vallée du lac Salé dans les montagnes Rocheuses. Cela leur permit de se rassembler comme cela n’avait pas été possible en Ohio, au Missouri ou en Illinois. Lorsqu’il contempla la vallée du Grand Lac Salé le 24 juillet 1847, le président Young était certain d’avoir trouvé le refuge que Joseph Smith avait prévu pour les saints dans l’Ouest et dont lui-même avait eu la vision que c’était le bon endroit. « L’Esprit de lumière reposa sur moi et plana sur la vallée et je sentis que c’était là que les saints trouveraient protection et sécurité », écrivit-il.

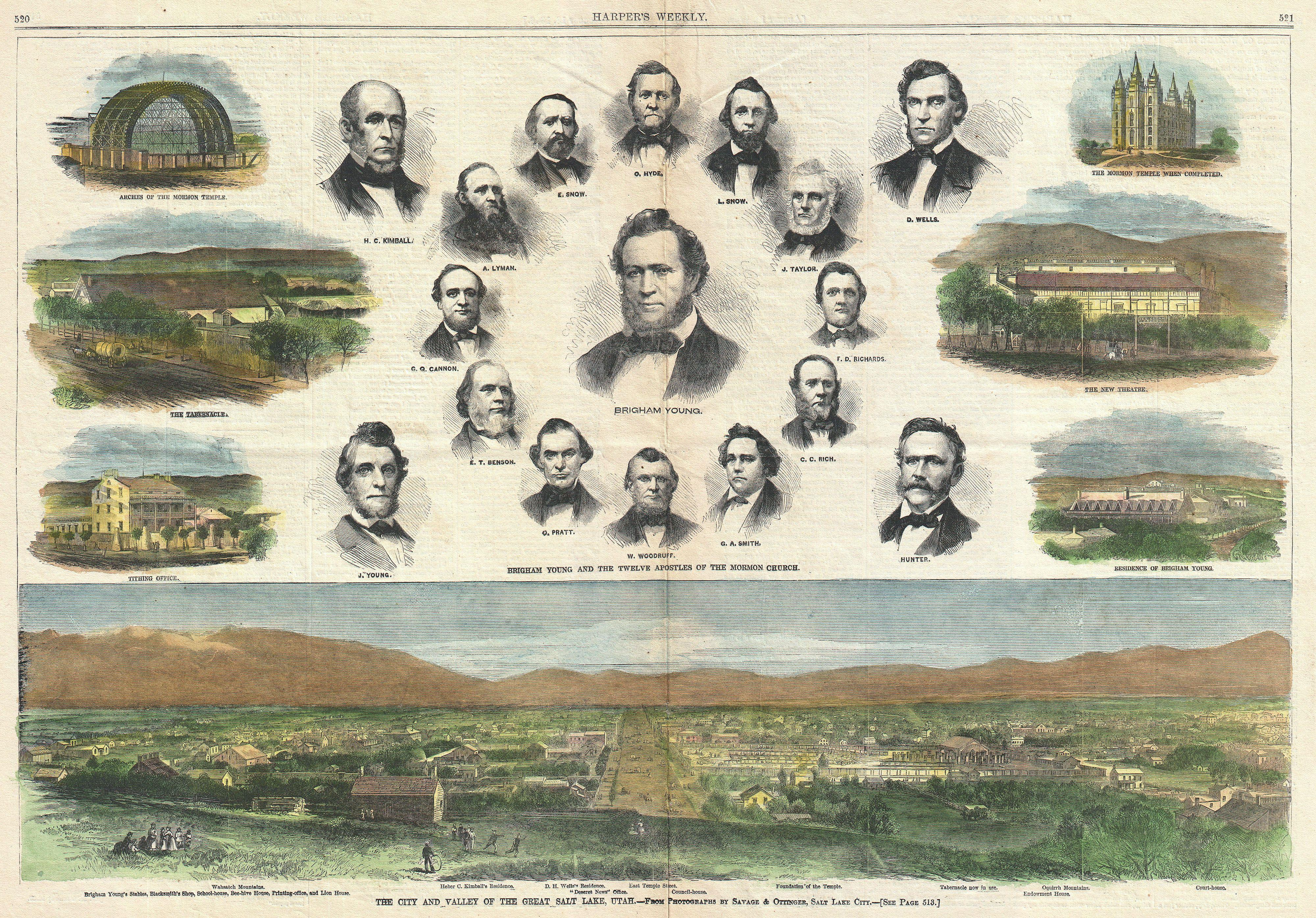
Gravure de 1866 de la ville de Salt Lake City, avec Brigham Young au centre.

Le rassemblement dans l’Ouest, qui commença avec l’arrivée du président Young et du convoi pionnier en juillet 1847, continua pendant des dizaines d’années. Quatre-vingt mille saints firent le difficile voyage vers l’Ouest avant 1869, époque où le chemin de fer rendit le voyage plus facile. Même après cela les saints continuèrent à quitter leurs maisons et souvent leurs familles pour se rassembler en Sion. Leur déplacement géographique symbolisait l’éloignement spirituel d’avec le monde. Le président Young déclara que Dieu avait rassemblé les saints « des extrémités de la terre… pour devenir d’un seul cœur et d’un seul esprit dans toutes nos activités pour fonder le royaume spirituel et temporel du Christ sur la terre, pour nous préparer au moment où le Fils de l’homme viendra avec puissance et grande gloire. » Il attendait et exigeait beaucoup de son peuple pour l’édification temporelle et spirituelle de Sion. Non seulement ils allèrent jusqu’au sommet des montagnes (voir Ésaïe 2:2 ; Michée 4:1), mais ils donnèrent aussi de leurs moyens pour aider d’autres saints à les suivre dans le rassemblement.
Sous la direction du président Young, des saints quittèrent la vallée du lac Salé pour créer quelque quatre cents colonies dans l’Ouest américain. Ils travaillèrent pour cultiver leur nourriture, faire leurs vêtements et créer des industries locales pour devenir économiquement autonomes.

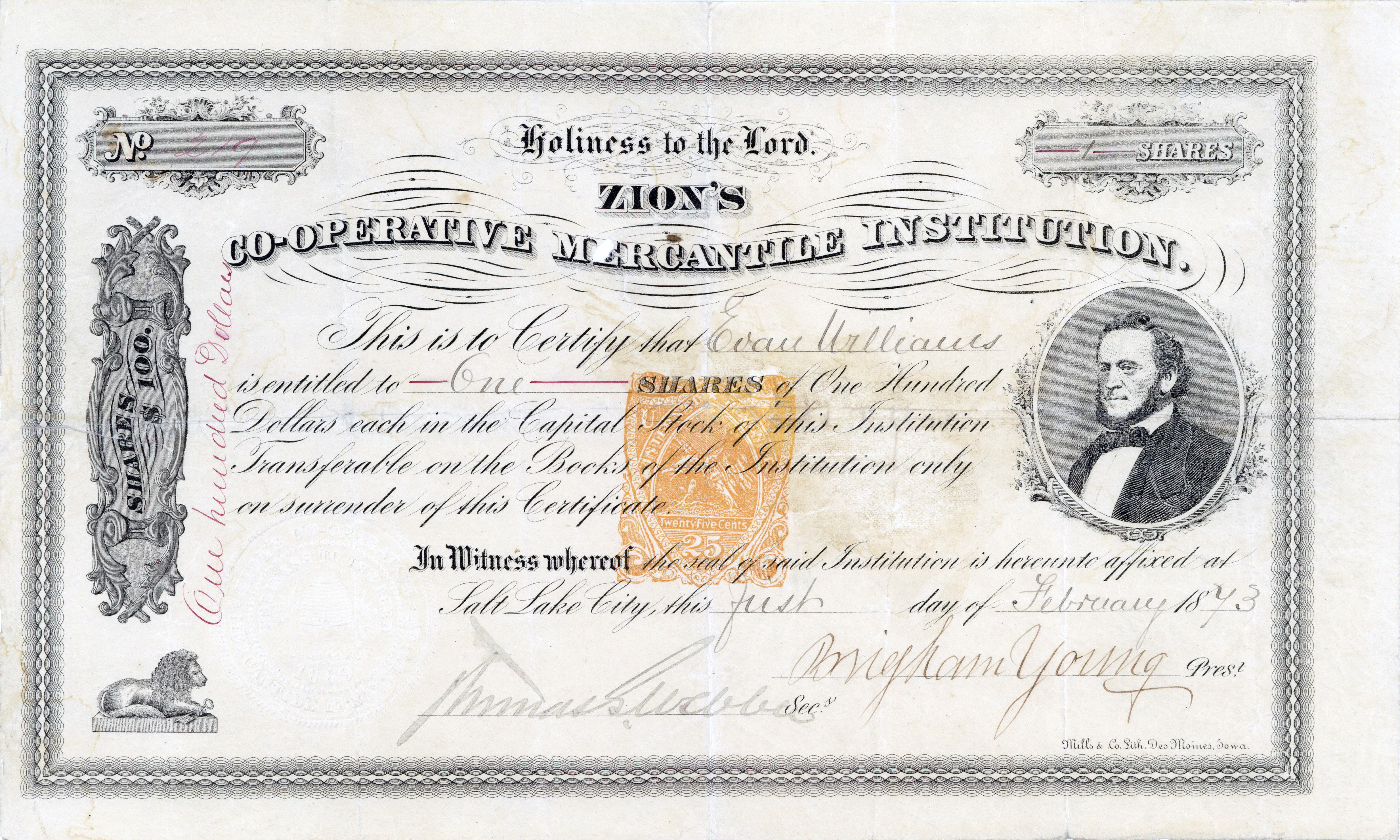
Action de la Zion's Co-Operative Mercantile Institution pour une part de 100 dollars, émise le 1er février 1873 à Salt Lake City, Territoire de l'Utah, signée en original par Brigham Young en tant que président.

Toutes les entreprises économiques que le président Young commanda aux saints d’entreprendre ne furent pas une réussite. Mais le succès économique n’était pas son premier souci. En fin de compte il se préoccupait moins de produire des récoltes et de l’argent que d’aider son peuple à devenir une nation sainte. Il savait par expérience que le fait de travailler dur et d’accepter des responsabilités le ferait progresser. « C’est un bon endroit pour faire des saints », dit-il en 1856 à une assemblée de membres de l'Église à Salt Lake City.
Pendant plusieurs années, il fut gouverneur territorial de la région appelée Deseret (qui deviendra plus tard l’État d’Utah) et surintendant aux affaires indiennes. Plus tard il fut remplacé par des agents fédéraux. Il passa des années à essayer de résoudre les conflits entre les saints des derniers jours et le gouvernement des États-Unis concernant le désir des saints d’être politiquement indépendants. Il subit les critiques et les railleries des ecclésiastiques, des journalistes, des réformateurs et des politiciens qui l’attaquèrent, lui et son peuple, pour leurs croyances religieuses et leurs pratiques sociales, économiques et politiques. Mais ce genre d’opposition n’affecta pas la compréhension claire qu’il avait de la nécessité de « faire des saints » et d’édifier ainsi Sion. Il déclara : « J’ai eu la vision de la communauté des saints des derniers jours et je l’ai vue organisée comme une grande famille du ciel, chacun accomplissant ses devoirs respectifs dans son domaine d’activité et travaillant au bien de l’ensemble plus qu’à son intérêt personnel ; et en cela j’ai vu l’ordre le plus beau que l’esprit de l’homme puisse imaginer et les résultats les plus grandioses pour l’édification du royaume de Dieu et la diffusion de la justice sur la terre. »

### Organisation de l’Église

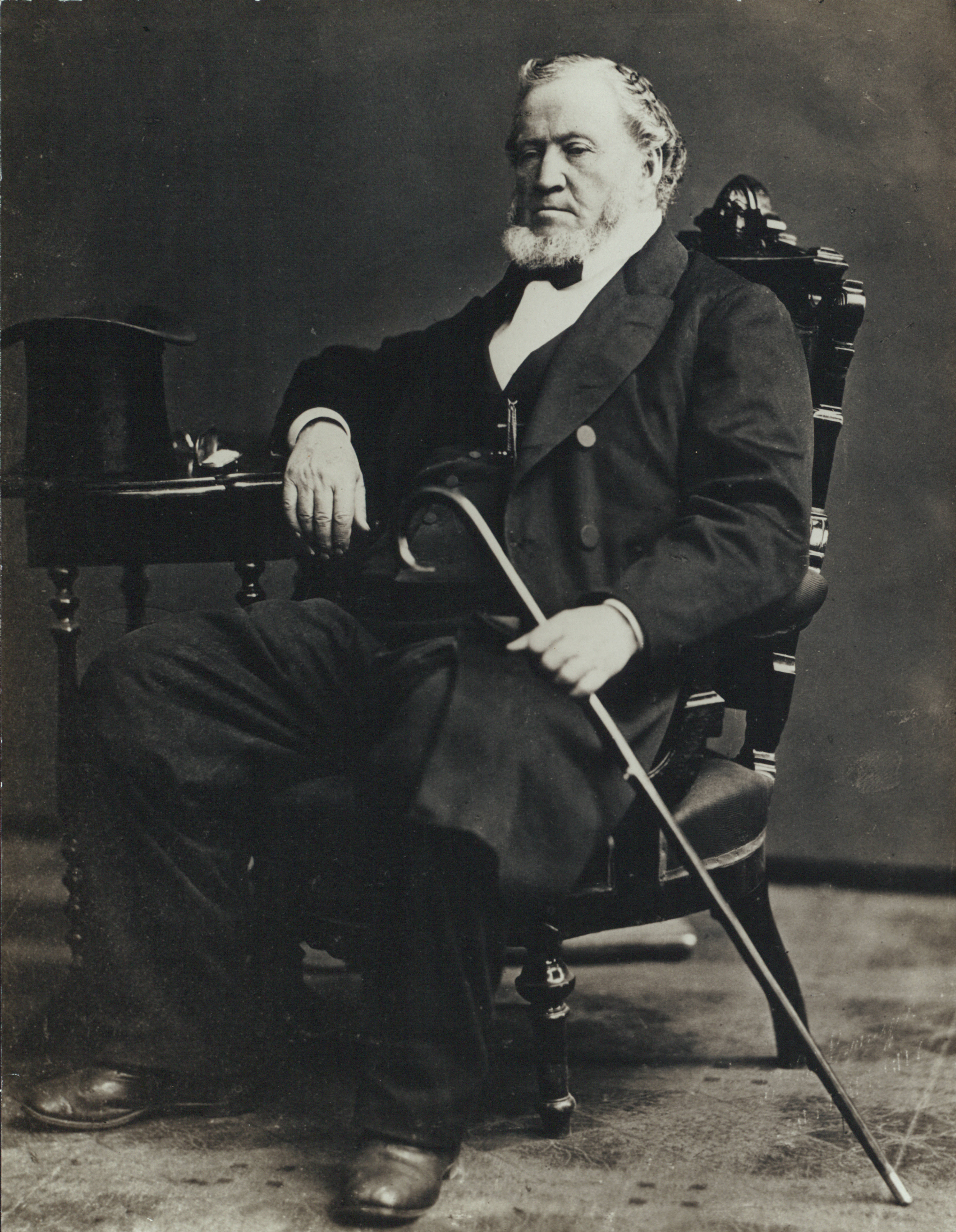
Photographie de Brigham Young par Charles Roscoe Savage.

Brigham Young croyait que les saints ne pouvaient « devenir d’un seul cœur et d’un seul esprit dans toutes leurs activités et tous leurs efforts » que grâce à « une forme de gouvernement pure et sainte. » Il enseigna que les membres de l’Église ne pouvaient être sanctifiés qu’en participant aux ordonnances de la prêtrise. Par conséquent les ordonnances et l’organisation de la prêtrise étaient au centre de ses enseignements et de son gouvernement.
De 1844 à 1846, le président Young et les Douze donnèrent la priorité absolue à l’achèvement du temple de Nauvoo. On y accomplit des dotations et des scellements avant même que la construction fût terminée. Entre le 10 décembre 1845 et le 7 février 1846, quelque 5 615 saints reçurent l’ordonnance de la dotation et de nombreuses familles furent scellées. Juste un peu plus d’un an plus tard, trois jours après l’arrivée dans la vallée du lac Salé, le président Young désigna le terrain où serait construit le temple de Salt Lake City. Il devait se trouver au centre de la ville et au centre de la vie des saints. La construction du grand temple, dont il confia les plans à son beau-frère l'architecte Truman O. Angell (en), prit quarante ans, ne fut achevé qu’après le décès du président Young, mais celui-ci désigna d’autres lieux sacrés où les dotations et les scellements du temple pourraient être accomplis pour les vivants en attendant que le temple soit terminé. Lors de la consécration des étages inférieurs du temple de St-George (Utah), qui eut lieu le 1er janvier 1877, quelques mois avant sa mort, le président Young parla avec énergie de la nécessité que les ordonnances pour les morts reprennent : « Quand je pense à ce sujet, je voudrais que les langues de sept tonnerres éveillent le peuple. Les pères peuvent-ils être sauvés sans nous ? Non. Pouvons-nous être sauvés sans eux ? Non. »
Les ordonnances du temple devaient se faire pour sceller les générations les unes aux autres et transmettre des enseignements sacrés d’une génération à l’autre. Les saints des derniers jours nés ou convertis pendant la dernière moitié du XIXe siècle ne connaîtraient pas les persécutions du Missouri ni ne se souviendraient personnellement de Joseph Smith, le prophète. Avec le temps, ils seraient de moins en moins nombreux à être pionniers et colonisateurs. Le président Young encouragea l'enseignement de l’Évangile aux jeunes de l’Église, travailla à raffiner l’organisation de l’Église et exprima le désir d’élever « une génération d’hommes et de femmes qui aimeront et maintiendront la vérité et la justice sur la terre. » Les Écoles du Dimanche de paroisse pour les enfants, qui avaient été créées en 1849, furent unifiées sous un bureau central en 1867. À la demande du président Young et en commençant par ses propres filles, des associations furent organisées en 1869 pour fortifier les jeunes filles dans leur compréhension de l’Évangile et leur engagement à gérer leur vie d’une manière prévoyante. En 1875 des associations du même genre furent créées pour instruire les jeunes gens et leur donner des occasions de diriger. Conscient de ce que Sion ne peut être édifiée sans les femmes, le président Young rétablit la Société de secours en 1867, telle qu’elle avait été organisée à Nauvoo par Joseph Smith. Les femmes aidèrent les évêques à soulager les pauvres et les affligés, encouragèrent les familles à confectionner chez elles tout ce dont elles avaient besoin, s’enseignèrent mutuellement l’Évangile et supervisèrent l’éducation des jeunes filles et des enfants.
Pendant la dernière année de sa vie, le président Young mit de l’ordre dans les collèges de la prêtrise. Il divisa et réorganisa les pieux, faisant ainsi passer leur nombre de huit à dix-huit. Il dirigea l’organisation de collèges d’anciens et instruisit ceux-ci de leurs responsabilités temporelles et spirituelles. Il souligna le fait que la paroisse était localement la principale unité d’activité de l’Église et étendit le rôle de l’évêque à celui de chef de la paroisse. Les membres du collège des Douze qui avaient présidé des unités locales furent relevés de leur poste pour pouvoir s’acquitter de leur appel de témoins spéciaux de Jésus-Christ auprès des nations. Lorsqu’il décéda le 29 août 1877, l’Église était organisée comme la plupart des saints la connaissaient à la fin du XXe siècle.

## Hommages
Les apôtres de l'Église de Jésus-Christ des saints des derniers jours en fonction au moment de la mort de Brigham Young :

« Pendant les trente-trois ans qu’il a présidé l’Église depuis le martyre du prophète Joseph, ses genoux n’ont jamais fléchi, ses mains n’ont jamais tremblé ; il n’a jamais vacillé ni reculé. Aussi menaçants qu’aient pu être l’environnement ou les perspectives, il n’a jamais été déconcerté ; mais à ces moments-là il a manifesté une assurance et une foi tellement sereines et prononcé de telles paroles d’encouragement qu’il a réconforté et soutenu tout le peuple et s’est acquis son amour et son admiration. Le Seigneur ne lui a pas seulement donné en bénédiction un esprit valeureux, il l’a aussi doté d’une grande sagesse. Ses conseils, quand on y a obéi, ont apporté le salut et il n’avait pas son pareil comme organisateur et comme administrateur… Le Seigneur a couronné ses efforts d’un succès remarquable, il a honoré et accompli ses paroles et ceux qui ont obéi à ses instructions ont été bénis et soutenus. Le temps viendra où l’on fera référence à sa présidence sur l’Église de Jésus-Christ des saints des derniers jours comme à une période d’événements merveilleux. »

Alben W. Barkley, vice-président des États-Unis, le 1er juin 1950 lors de la cérémonie d'inauguration de la statue de Brigham Young, à Washington D. C., dans le Hall of Fame :

« Outre que Brigham Young a porté la torche de la liberté religieuse dans une vaste région (alors non peuplée) des États-Unis, ce fut un administrateur civil, un avocat et un défenseur de la justice et de l'égalité. Honorons donc aujourd'hui un grand pionnier, un grand leader politique, dont le noble caractère, le courage la détermination, le dévouement, la bonne volonté de servir non seulement ceux de son groupe mais tous les hommes, offrent un exemple que nous devrons imiter à jamais. En entreprenant l'exode vers l'Ouest, Brigham Young ne cherchait pas seulement la liberté religieuse ; il se préparait aussi à fonder un grand État où le droit des hommes et des femmes d'adorer Dieu selon leur conscience serait reconnu. Les institutions de l'Utah ont mon admiration. Son histoire est exemplaire. Je suis fier de voir dans ce Panthéon des héros cet homme pieux, cet homme né du peuple, qui a fait plus que tout autre pour établir la civilisation qui règne dans le vaste territoire où s'est exercée son influence et où sa mémoire est respectée à jamais. »

John F. Kennedy, en visite à Salt Lake City le 23 septembre 1960 :

« Brigham Young n'a pas seulement construit un tabernacle célèbre dans le monde entier, mais un grand État, au cœur d'une région de montagne, en changeant le désert aride en un pays désormais riche en ressources, en beauté et en génie. Ce soir, au nom de tous les Américains, j'exprime ma gratitude aux mormons pour leur esprit pionnier, leur action en faveur de l'éducation et leur exemple de travail et d'autonomie. »

John F. Kennedy, en visite à Salt Lake City le 26 septembre 1963 :

« De toutes les histoires de pionniers et de colons américains, rien n'est plus inspirant que l'épopée des pionniers mormons. Les qualités des fondateurs de cette communauté sont les qualités que nous recherchons en Amérique. Ce sont les qualités que nous aimons à sentir dans ce pays : le courage, la patience, la foi, l'autonomie, la persévérance et, surtout, une détermination sans faille pour que prévale le droit. Notre tâche aujourd'hui est de transposer cet esprit dans l'état d'esprit de l'Amérique, de nous conduire dans la communauté des nations avec la même combinaison d'énergie et d'endurance qui a conduit Brigham Young et son peuple en toute sécurité dans la vallée du Grand Lac Salé. »

## Statue au Capitole
Depuis 1950, Brigham Young a sa statue à la National Statuary Hall Collection du Capitole des États-Unis. Cette statue de marbre est l'œuvre de Mahonri Young. Elle est l'une des deux œuvres données par l'État d'Utah pour, comme l'a fait chacun des 50 États des États-Unis, honorer deux personnages ayant joué un rôle important dans son histoire.

## Controverses
Brigham Young a défendu des théories aujourd'hui abandonnées par l’Église de Jésus-Christ des saints des derniers jours, notamment concernant les Noirs, la polygamie ou la doctrine de l'Adam-Dieu.

### Doctrines raciales
Lorsque Brigham Young accéda à la direction de l'Église, il instaura une disposition interdisant l'accès à la prêtrise à toute personne ayant une fraction de sang « noir ». Cette discrimination se basait sur une interprétation particulière des textes sacrés mormons. Selon cette lecture, une malédiction divine interdisait aux Noirs l’accès à la prêtrise ainsi qu’aux sacrements du temple.
Il considérait l'esclavage auquel étaient soumis les Noirs comme résultant de la volonté divine et légalisa même l'esclavage dans le Territoire de l'Utah. Il évoqua également la question raciale au travers de nombreuses déclarations qui sont jugées racistes de nos jours :
« Vous voyez certaines classes de la famille humaine qui sont noires, grossières, repoussantes, désagréables et de basses habitudes, sauvages et apparemment privées de la quasi-totalité des bienfaits de l'intelligence conférée à l'humanité. Le premier homme qui commit l'odieux crime de tuer l'un de ses frères sera maudit plus longtemps qu'aucun autre enfant d'Adam. Caïn a sacrifié son frère. Caïn aurait pu être tué, et cela aurait mis fin à cette lignée d’êtres humains. Cela ne devait pas arriver, et le Seigneur a placé une marque sur lui, un nez épaté et une peau noire. »
— Brigham Young, Journal of Discourses, vol.7, pages 290-291.
La position de Brigham Young était cependant en phase avec celle de la majorité de la société américaine du XIXe siècle et la vision populaire dans le monde chrétien occidental de cette époque qui considérait parfois la peau noire comme une malédiction divine. Toutefois, au sein même de l'Église, tout le monde n'y adhérait pas, à commencer par Joseph Smith, qui à la fin de sa vie milita contre l'esclavage, et ordonna prêtres plusieurs Noirs comme Elijah Abel (en) ou Walker Lewis (en).
Malgré le soutien de Brigham Young à l'esclavage et à la discrimination raciale, les apologistes mormons affirment que sa croyance quant à l'origine de la peau noire n'avait pas d'incidence sur sa conception de la valeur de la personne humaine. À propos de la manière de traiter les Noirs, il déclara : 
« Les Noirs doivent être traités comme des êtres humains et pas d'une manière pire que les animaux. Pour les mauvais traitements infligés à cette race, les blancs seront maudits, à moins qu'ils ne se repentent. »
— Brigham Young, Journal of Discourses, 1860, vol. 10, p. 111.
« Les hommes seront appelés en jugement pour la façon dont ils ont traité les Noirs. »
— Brigham Young, Journal of Discourses, 1863, vol. 10, p. 250.

### Polygamie

Gravure caricaturale dénonçant le mariage plural à la mort de Young.

Brigham Young fut sans doute le mormon polygame le plus connu. Il ne fut cependant pas à l'origine de cette pratique, nommée mariage plural au sein du mormonisme. Celle-ci existait déjà, de manière discrète, du temps de Joseph Smith. Sous l'égide de Brigham Young, la polygamie fut pratiquée de manière ouverte et institutionnalisée. De 3 % à 5 % de saints des derniers jours masculins contractèrent ainsi des mariages polygames jusqu'à l'abandon de cette disposition en 1890. Cette pratique fut à l'origine de nombreuses tensions entre la communauté mormone et le gouvernement américain au cours du XIXe siècle.
Brigham Young eut officiellement vingt-sept épouses, mais les historiens lui en attribuent généralement beaucoup plus (cinquante-deux). Il eut cinquante-sept enfants de seize d'entre elles. En 1856, il fit bâtir la Lion House afin de loger les nombreux membres de sa famille.
Ann Eliza Young (née Webb) fut une des nombreuses femmes de Brigham Young. Quand elle l'épousa, en 1868, elle avait 24 ans, était divorcée et avait 2 enfants. Brigham Young avait alors 67 ans. En 1873, elle réclama le divorce en accusant son mari de négligence et de traitement cruel. Par la suite, Ann Eliza Young tint des conférences à travers le pays afin de dénoncer la polygamie et les abus dont elle accusait Brigham Young et l'Église. Elle témoigna devant le Congrès en 1875.
Le témoignage de Ann Eliza Young, qui fut la femme de Brigham Young à la fin de la vie de ce dernier et dont elle n'eut pas d'enfants, est cependant contrebalancé par le témoignage de plusieurs femmes qui furent épouses du prophète mormon et vécurent avec lui pendant plusieurs décennies, ainsi que par le témoignage d'autres femmes qui furent ses filles. Clarissa Young Spencer, une de ses filles, écrivit : « Je crois qu'il n'y eut jamais un meilleur groupe de femmes vivant ensemble que les épouses de mon père. Elles coopéraient les unes avec les autres à un niveau remarquable, et pour chacun de nous, les enfants, les 'tantes' nous étaient presque aussi chères que nos propres mères. » Une autre de ses filles témoigna : « Le foyer était pour moi aussi beau que l'amour et le bonheur pouvaient le rendre. » Une autre se souvenait de son enfance comme étant « une période continuelle de bonheur. »
Le jeune Mark Twain (Samuel Clemens pour l'état civil) , qui visita les territoires de la "Frontière" en 1862 à la suite de son frère Orion Clemens, fraichement nommé secrétaire du tout premier gouverneur de l'Etat du Nevada, fraîchement institué, et en tira un récit picaresque semi autobiographique intitulé A la dure dont la vis comica doit beaucoup au comique d'exagération.
Mark Twain rendit une visite au personnage incontournable qu'était Brigham Young et en fit la cible (facile) de sa verve iconoclaste en visant principalement sa polygamie. Le chapitre de A la dure consacré au patriarche des Mormons dépeint les difficultés conjugales dans le foyer Young, où explosent les querelles dès que le Patriarche offre un bijou ou un colifichet à l'une de ses épouses (qui ne sont pas désignées par un nom ou un prénom mais par un numéro d'ordre), déclenchant bien entendu la jalousie des "Cinquante-huit" autres.
Il ne s'agit peut-être pas de ce que Mark Twain a écrit de meilleur mais c'est tout à fait représentatif de l'opinion d'une bonne part des américains contemporains sur la polygamie chez les mormons. Dans le même chapitre Twain s'en prend aussi (avec peut-être plus de subtilité) à la bible des mormons qu'il considère comme un grossier plagiat de l'Ancien Testament et qu'il parodie joyeusement.

## Mariages

Sept des 55 épouses de Brigham Young.

Partisan du mariage plural, Brigham Young le fait appliquer et montre l'exemple. Il a déclaré après avoir appris le mariage plural : « C’était la première fois de ma vie que je désirais la tombe ». Au moment de sa mort, Young avait 59 enfants par 16 de ses femmes ; 46 de ses enfants ont atteint l'âge adulte.

### Épouses
- Miriam Angeline Works (1806-1832), mariée à Young en 1824, elle est sa première épouse et lui donne deux enfants morts à la naissance.
- Mary Ann Angell (1803-1882), mariée à Young en 1834 alors que ce dernier était veuf, elle lui donne six enfants.
- Lucy Ann Decker (1822-1890), mariée à Young en 1842, elle lui donne sept enfants.
- Augusta Adams (1802-1886), mariée à Young en 1843.
- Harriet Elizabeth Cook (1824-1898), mariée à Young en 1843, elle lui donne un enfant.
- Clarissa Caroline Decker (1828-1889), mariée à Young en 1844, elle lui donne cinq enfants.
- Emily Dow Partridge (1824-1899), mariée à Young en 1844, veuve de Joseph Smith, elle donne sept enfants.
- Clarissa Ross (1814-1857), mariée à Young en 1844, elle lui donne quatre enfants.
- Louisa Beaman (1815-1850), mariée à Young en 1844, veuve de Joseph Smith, elle donne cinq enfants.
- Eliza R. Snow (1804-1887), mariée à Young en 1844, veuve de Joseph Smith.
- Susanne Snively (1815-1892), mariée à Young en 1844, elle lui donne un enfant.
- Margaret Pierce (1823-1907), mariée à Young en 1845, elle lui donne un enfant.
- Emmeline Free (1826-1875), mariée à Young en 1845, elle lui donne dix enfants.
- Martha Bowker (1822-1890, mariée à Young en 1846, elle lui donne un enfant.
- Rhoda Richards (1784-1879), mariée à Young en 1846, veuve de Joseph Smith.
- Zina Diantha Huntington (1821-1901), mariée à Young en 1846, veuve de Joseph Smith, elle lui donne un enfant.
- Naamah Carter (1821-1909), mariée à Young en 1846.
- Lucy Bigelow (1830-1905), mariée à Young en 1847, elle lui donne trois enfants.
- Eliza Burgess (1827-1915), mariée à Young en 1852, elle lui donne un enfant.
- Harriet Barney (1830-1911), mariée à Young en 1856, elle lui donne un enfant.
- Amelia Folsom (1838-1910), mariée à Young en 1863, elle serait son épouse préférée.
- Mary Van Cott (1844-1884), mariée à Young en 1868, elle lui donne un enfant.
- Ann Eliza Webb (1844-1917), mariée à Young en 1868.
- Hannah Tapfield (1807-1886), mariée à Young en 1872, elle est sa dernière épouse.

## Culture et médias

### Roman
- 1887 : Brigham Young est mis en scène par Arthur Conan Doyle dans Une étude en rouge, première des aventures de Sherlock Holmes (il apparaît lors de divers événements du passé qui éclairent le contexte du crime)

### Bande dessinée
- 1977 : Le Fil qui chante, dernier album de Lucky Luke auquel Goscinny participa[41]

### Film et série
- 1940 : L'Odyssée des Mormons (Brigham Young) réalisé par Henry Hathaway
- 2025 : À l'aube de l'Amérique réalisé par Peter Berg. Brigham Young est joué par Kim Coates[42]